# Coutiches

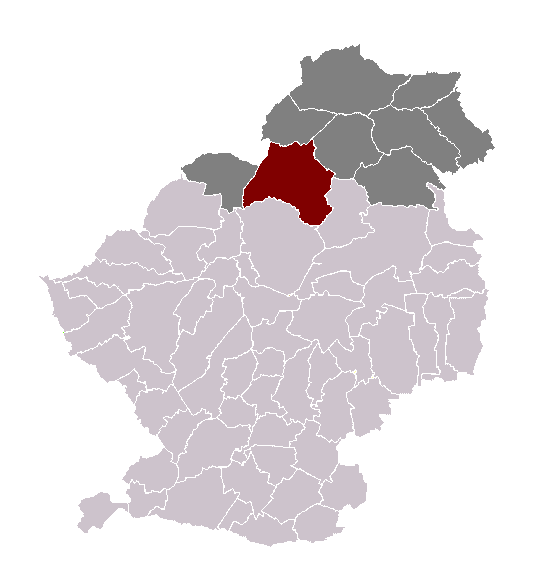
Localització de Coutiches

Coutiches és un municipi francès, situat a la regió dels Alts de França, al departament del Nord. L'any 2006 tenia 2.467 habitants. Limita al nord amb nord amb Auchy-lez-Orchies, al nord-est amb Orchies, al sud-est amb Bouvignies, al sud amb Flines-lez-Raches, a l'oest amb Faumont i al nord-oest amb Bersée.

## Demografia
| 1962                                       | 1968  | 1975  | 1982  | 1990  | 1999  | 2006  |
| ------------------------------------------ | ----- | ----- | ----- | ----- | ----- | ----- |
| 1.521                                      | 1.549 | 1.516 | 1.517 | 2.051 | 2.235 | 2.467 |
| Des de 1962: població sense dobles comptes |       |       |       |       |       |       |

## Administració
| Període | Identitat     | Partit |
| ------- | ------------- | ------ |
| 2001-   | Xavier Dupire |        |